# Луис Рихо
Луис Рихо (на испански: Luis Rijo) е уругвайски футболист, нападател.

## Кариера
На клубно ниво, той играе единствено за Сентрал Еспаньол от Монтевидео. В края на 1940-те г. в атакуващата линия на Уругвай има твърде много конкуренция. Преди 1950 г. е включен в състава на Уругвай за световното първенство от треньора Хуан Фонтана, който му е наставник и в Сентрал Еспаньол. Рихо остава резерва и не излиза на терена, но също така става световен шампион. Той е резерва на Оскар Мигес в шампионата.
Умира на 8 май 2001 г. в Ривера, където живее през последните години.
През 2005 г. в чест на 100-годишнината от основаването на Сентрал Еспаньол, в Уругвай са издадени пощенски марки с тримата най-важни фигури в клуба - световни шампиони през 1950 г. Виктор Родригес Андраде, Луис Рихо и Хуан Фонтана.

## Отличия

### Международни
Уругвай
- Световно първенство по футбол: 1950